# Aardewerkfabriek De Kat

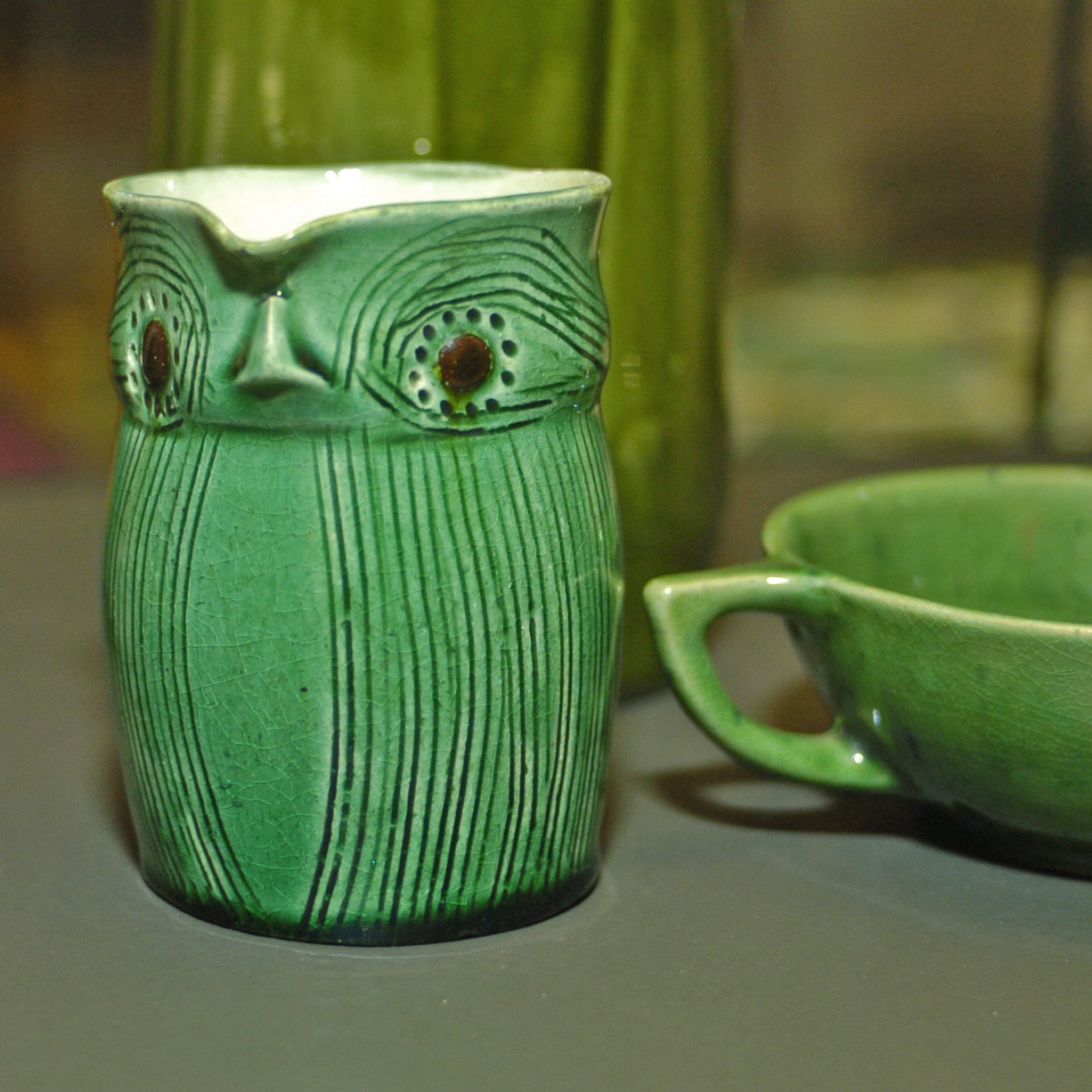
Uilenkan De Kat, begin 20ste eeuw, aardewerk, hoogte 23cm

Aardewerkfabriek De Kat werd in 1902 opgericht door Govert Marinus Augustijn. In 1918 werd de productie van sieraardewerk stopgezet, in 1940 stopte ook de productie van draineerbuizen.

## Geschiedenis
Bergen op Zoom kende reeds een eeuwenlange traditie van pottenbakkerij, mede door de beschikbaarheid van klei in het nabijgelegen Oosterscheldegebied. De Kat past in deze traditie van volksaardewerk-fabriekjes, maar de producten zijn tevens beïnvloed door de grote kunststromingen van de twintigste eeuw, vooral de art nouveau.
Eigenaar Augustijn was afkomstig uit een pottenbakkersfamilie, was ambachtelijk geschoold en had bij Amstelhoek werk van C.J. van der Hoef uitgevoerd.
In deze traditie bevond zich ook Govert Marinus Augustijn (1871-1963), een telg uit een geslacht van pottenbakkers. Hij ging in de leer bij de Aardewerkfabriek Amstelhoek te Amsterdam. Daar leerde hij nieuwe kunststijlen, zoals Jugendstilkennen. Terug in Bergen op Zoom vestigde hij zijn bedrijf aan de Havenstraat, naast dat van zijn vader. In zijn kunstaardewerkfabriek werkten een tiental mensen. Dezen vervaardigden meestal ontwerpen van derden. Kenmerkend waren de vazen met een donkergroen glazuur.
Er was een kleipers, een kleimolen en een pottenbakkersschijf. Dit alles werd door een gasmotor aangedreven. De Bergse klei was echter te grof voor de kleipers. Daarom moest er fijnere klei worden aangekocht.
Door technische moeilijkheden bij het kneden ontstonden financiële verliezen. In 1918 moest Govert zijn bedrijf daarom verkopen aan Draineerbuizenfabriek "Zoomvliet". Aldus werd hij werknemer in zijn eigen bedrijf. Aldaar vervaardigde men nog draineerbuizen tot 1940. Na de Tweede Wereldoorlog stopte ook het moederbedrijf.

## Betekenis
De betekenis van De Kat is gelegen in het kunstaardewerk dat er werd vervaardigd. Een van de ontwerpers ervan was Chris van der Hoef. De fabriek wordt tot één der belangrijkste Nederlandse kunstaardewerkproducenten gerekend. Vooral het Jugendstilwerk wordt tegenwoordig zeer gewaardeerd.